# Regius Professor of Medicine (Aberdeen)
Der Regius Professor of Medicine ist eine 1497 durch König Jakob IV. von Schottland gestiftete Regius Professur für Medizin an der University of Aberdeen. Nach Aussagen der University of Aberdeen handelt es sich damit um die erste Professur für Medizin weltweit. Tatsächlich existiert vor 1858 kein bekanntes Letters Patent. Dieses wurde erst durch Königin Victoria verliehen.

## Geschichte der Professur
| 1522 James Cumyne                                                      |
| 1522 Robert Gray                                                       |
| 1556 Gilbert Skeen                                                     |
| 1619 Dr. Patrick Dun                                                   |
| 1632 Dr. William Gordon                                                |
| 1640 vakant                                                            |
| 1649 Dr. Andrew Moore                                                  |
| 1672 Dr. Patrick Urquhart                                              |
| 1725 Dr. James Gregory (senior)                                        |
| 1732 Dr. James Gregory (junior)                                        |
| 1755 Dr. John Gregory                                                  |
| 1766 Sir Alexander Gordon of Lesmore                                   |
| 1782 Dr. William Chalmers                                              |
| 1793 Sir Alexander Burnett Bannermann                                  |
| 1813 Dr. James Bannermann                                              |
| 1839 Dr. William Gregory                                               |
| 1844 Dr. Andrew Fyfe                                                   |
| Liste der Professoren nach John D. Comrie. Lücken sind wahrscheinlich. |

### Der erste Professor
1494 trugen die Anstrengungen von Bischof William Elphinstone beim Papst und beim König Früchte, und er erhielt die Erlaubnis ein Studium Universale, also eine Universität in Aberdeen einzurichten. Der Papst übertrug daher in einer päpstlichen Bulle datiert auf den 24. Februar 1491 (1495 nach heutiger Geschichtsdeutung) die üblichen Rechte einer Universität, namentlich zu lehren, zu studieren und Abschlüsse in Theologie, Kirchenrecht, Zivilrecht, Medizin und den Künsten zu erteilen. Der Bischof brachte eigene Mittel auf und der damals junge Jakob IV. von Schottland machte auch eine kleine Zuteilung und trat obendrein die Bezüge aus dem St. Germains Hospital an die Universität ab.
Mit diesen Mitteln wurde das College St. Mary of the Nativity mit 42 Klerikern und Scholaren errichtet. 1500 wurde dieses College in Andenken an Jakob IV. in King’s College umbenannt. Aus der Fusion von King’s und Marischal College entstand durch den Universities (Scotland) Act von 1858 die University of Aberdeen. Die University of Aberdeen nennt das Jahr 1497 als Begin der medizinischen Lehre. John D. Comrie nennt 1522, als James Cumyne seine Tätigkeit aufnahm. Nach Comries Angaben sei der an einer Universität ausgebildete Cumyne seit 1503 in Aberdeen auf Betreiben des Stadtrats als Mediziner aktiv gewesen. Aus Akten der Krone kann entnommen werden, dass in der gleichen Zeit an einen Professor Zahlungen erfolgten, für Vorlesungen in Medizin.
Der Begriff „Regius Professur“ wurde erst später geprägt. Die Tatsache, dass der König die Bezüge des Professors teilweise übernahm und die damit einhergehende königliche Sanktionierung führten später zu dem Ansehen, dass Regius Professuren vermitteln. Der Lehrstuhl für Medizin in Aberdeen gilt als die erste und älteste Regius Professur und das Jahr 1497 wird von verschiedenen namhaften Autoren übernommen. Es liegt aber kein Letters Patent oder gleichwertiges Schriftstück über die Etablierung des Lehrstuhls aus dieser Zeit vor.

### Comries Liste
Der 1522 geborene Skeene besuchte Schule und das King’s College und wurde 1556 zum Professor an besagtem College ernannt. Während seiner Tätigkeit veröffentlichte er "Ane Breve Descriptioun of the Pest" (1558 in Edinburgh), einer im heimischen Dialekt statt des medizinüblichen Lateins verfassten Schrift. 1575 zog er nach Edinburgh um und wurde 1581 zum Arzt des Königs ernannt. 1599 verstarb er in Edinburgh.
Der in Aberdeen geborene Patrik Dun hatte seine medizinische Ausbildung an der Universität Basel genossen und lehrte sowohl am King’s als auch am Marischal College. Neben der Medizinprofessur lehrte er am Marischal auch Logik, war Rektor des Colleges und leitete es in verschiedenen Jahren.
William Gordon bemühte sich sehr um die Erlaubnis, auch menschliche Anatomie lehren zu dürfen, wofür er vom Stadtrat die Lieferung der Körper von zwei Männern und zwei Frauen pro Jahr forderte, die er öffentlich sezieren wollte. Der Rat kam diesem Wunsch nach und wies Amtsträger an, zu diesem Zweck Verbrecher oder, sollte dies nicht gelingen, die Körper von Armen, wenig einflussreichen Personen zu wählen. Spätere Professoren zeigten weniger Enthusiasmus zu lehren.

## Regius Professors of Medicine
Erst nach der 1860 in Kraft getretenen und durch den Universities (Scotland) Act von 1858 erzwungenen Fusion zur University of Aberdeen werden die Professoren auch in den historischen Quellen als Regius Professor bezeichnet. Sowohl Macrobin als auch Smith-Shand lassen sich als Professor of the Practice of Medicine nachweisen. Die Anrede als Regius Professor blieb ihnen aber anscheinend verwehrt. Erst David White Finlay wird auch in offiziellen Schreiben als Regius Professor bezeichnet.:565
| Name                         | Namenszusatz | von  | bis           | Anmerkung |
| ---------------------------- | ------------ | ---- | ------------- | --- |
| John Macrobin:565            |              | 1860 | 1875          | In der Berufung von Macrobin in die Universitätskommission für die schottischen Universitäten wird er nicht als Regius Professor, sondern als Professor for the Practice of Medicine bezeichnet.                                                |
| James W. E. Smith Shand:565  |              | 1875 | 1891          | |
| David White Finlay:565       |              | 1891 | 1912          | Finlay wurde noch als Regius Professor of the Practice of Medicine bezeichnet. Gleichzeitig nennt John D. Comrie ihn als ersten explizit Regius Professor.:565 Die Universität verlieh ihm nach der Emeritierung einen Ehrendoktortitel (LL.D). |
| Ashley Watson MacIntosh:565  |              | 1912 | 1928          | |
| Stanley Patrick Davidson:565 |              | 1930 | 1938          | |
| Robert Stevenson Aitken      |              | 1939 | 1948          | Der in Neuseeland geborene Aitken leitete die Professur durch die Kriegsjahre und verließ Aberdeen, um 1949 als Vizekanzler der Universität Otago nach Neuseeland zurückzukehren.                                                               |
| Harold Williams Fullerton    |              | 1948 | 30. Sep. 1970 | |
| Alexander Stuart Douglas     |              | 1970 | 31. März 1985 | |
| Richard Himsworth            |              | 1985 | 1993          | |
| Andrew Jackson Rees          |              | 1994 | 2007          | Andrew ist ein Sohn des bekannten Anästhesisten Gordon Jackson Rees. |
| vakant                       |              | 2007 | 2010          | |
| Michael Paul Frenneaux       |              | 2010 | 2015          | |